# NGC 2695
NGC 2695 (również PGC 25003) – galaktyka soczewkowata (S0), znajdująca się w gwiazdozbiorze Hydry. Odkrył ją William Herschel 6 stycznia 1785 roku.